# Стенина, Валентина Сергеевна
Валентина Сергеевна Стенина (девичья фамилия Милославова) (29 декабря 1934, Бобруйск, Белорусская ССР, СССР) — советская конькобежка, двукратная серебряный призёр зимних Олимпийских игр 1960 и  1964 годов, 3-кратная чемпионка и 3-кратная призёр чемпионатов мира, 2-кратная рекордсменка мира, 4-кратная чемпионка СССР в многоборье. Мастер спорта СССР (1957). Заслуженный мастер спорта СССР (1960), Заслуженный тренер России.

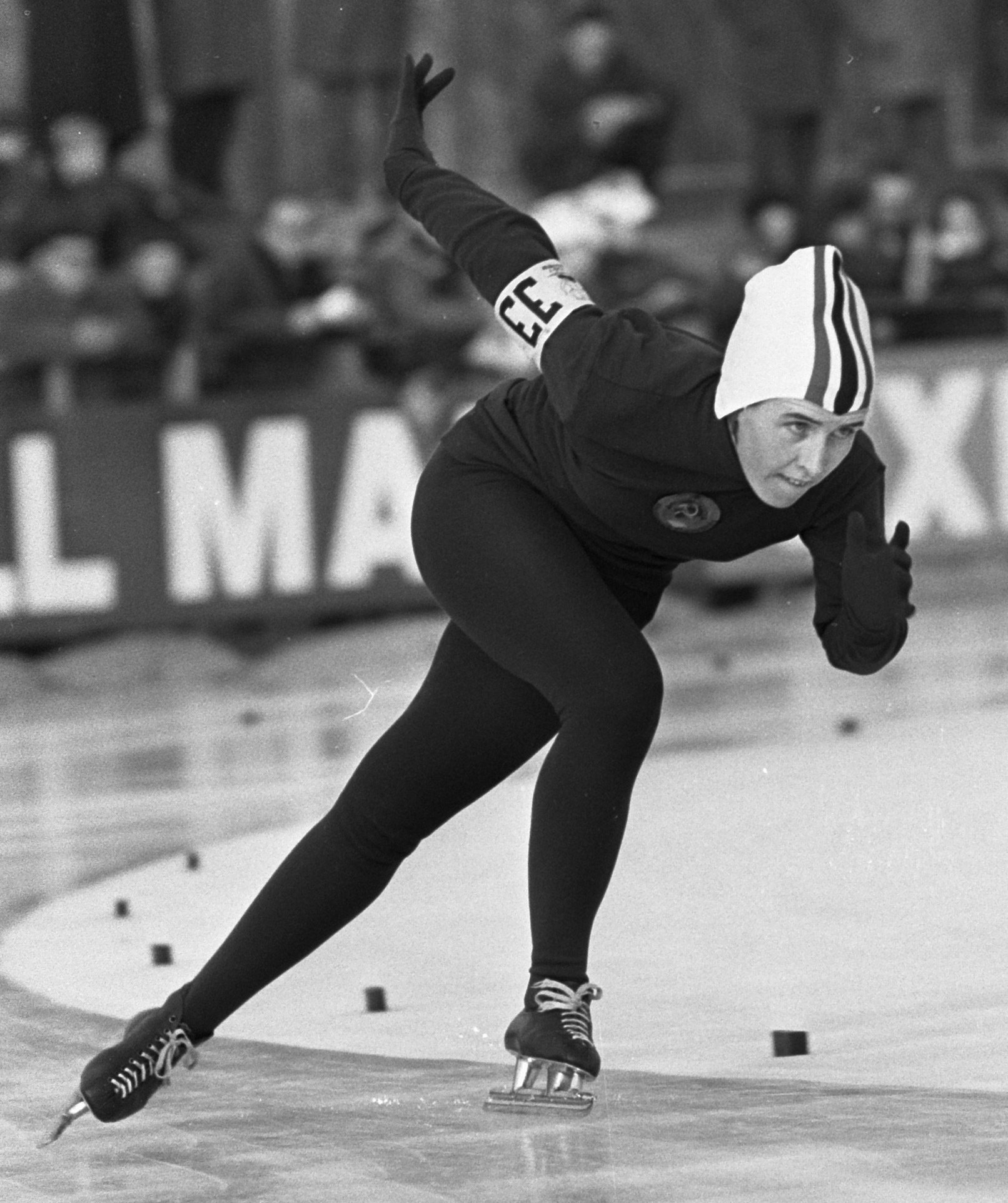
Стенина, 1967

## Биография
Родилась в Бобруйске в семье военнослужащего, её отец был армейским командиром. В 1941 году, с началом Великой Отечественной войны, вместе с матерью была эвакуирована в Свердловск к тёте. Валя сразу влюбилась в коньки и не пропускала ни одного соревнования, восхищалась лёгкостью и красотой бега чемпионов. Записалась в конькобежную секцию, где первым тренером стал Николай Петрович Калягин. Вскоре она получила третий разряд.
После окончания семилетней школы поступила в Свердловский политехнический техникум, где занималась конькобежным спортом в обществе «Металлург». В 1957 году было образовано добровольное спортивное общество (ДСО) «Труд», куда и перешла Валентина.
После окончания в 1957 году политехникума попала в отличный спортивный коллектив Верх-Исетского металлургического завода. Там её тренерами были Иван Зыков и Владимир Говорухин. В том же году вышла замуж за Бориса Стенина и впервые приняла участие в чемпионате СССР, где заняла 11-е место в абсолютном зачёте. В 1958 году на международной встрече Финляндия - Швеция - СССР она выиграла многоборье.
В 1959 году стала чемпионкой в беге на 1500 метров и четвёртой в многоборье на первенстве СССР. После чего была включена в сборную команду для участия в чемпионате мира. В марте 59-го на домашнем чемпионате мира в классическом многоборье в Свердловске она завоевала 2-е место. 
В 1960 году Валентина стала чемпионкой мира в классическом многоборье в Эстерсунде и выиграла серебряную медаль на дистанции 3000 м на зимних Олимпийских играх в Скво-Вэлли, а в забеге на 1500 м стала 5-й.
В 1961 году техник-строитель Верх-Исетского металлургического завода Стенина выиграла впервые чемпионат СССР в многоборье и вновь выиграла чемпионат мира в классическом многоборье в Тёнсберге. Причём, она выиграла три дистанции, а на четвёртой заняла 2-е место. После года отсутствия она вернулась в 1963 году, выиграла бронзовую медаль на чемпионате мира в Каруидзаве и стала 2-й на чемпионате СССР. 
На Зимних Олимпийских играх в Инсбруке в 1964 году Стенина вновь завоевала серебряную медаль на дистанции 3000 м, и вновь уступила Лидии Скобликовой. В забеге на 1000 м заняла 5-е место, а на 1500 м стала 7-й. В марте на чемпионате мира в классическом многоборье выступила неудачно, заняв только 9-е место. 
В 1965 году Стенина завоевала серебряную медаль на чемпионате мира в Оулу, и стала во второй раз чемпионкой СССР в многоборье. После этого она ещё дважды первенствовала в стране в 1966 и 1967 годах. В 1966 году Стенина стала трёхкратным чемпионом мира, выиграв на чемпионате мира в Тронхейме.
В 1967 году заняла 6-е место на чемпионате мира в классическом многоборье и в том же году за спортивные достижения Валентина Стенина была удостоена звания «Почётный гражданин города Свердловска». В январе 1968 года в последний раз участвовала на чемпионате мира в классическом многоборье и финишировала в итоге на 9-м месте. В 1968 году завершила спортивную карьеру.
Окончила факультет физического воспитания Свердловского государственного педагогического института.
После спортивной карьеры вместе с мужем переехала в Москву, где работала тренером в Госкомспорте, входила в Международный союз конькобежцев.
За подготовку спортсменов-участников чемпионатов мира и Европы Валентина Сергеевна Стенина была удостоена почетного звания заслуженного тренера РФ.

## Личная жизнь
Валентина Стенина замужем за бывшим конькобежцем и тренером Борисом Стениным. У них родился сын Алексей.

## Награды
- Орден «Знак Почёта» (16.09.1960) — за успешные выступления в XVII летних и VIII зимних Олимпийских играх 1960 года, а также за выдающиеся спортивные достижения[9]